# Mbamba Meme
Pour les articles homonymes, voir Mbamba.
Mbamba Meme est une localité du Cameroun, située dans l'arrondissement de Bamusso, le département du Ndian et la Région du Sud-Ouest.

## Population
Lors du recensement national de 2005, Mbamba Meme comptait 21 habitants.